# 411P/Christensen
411P/Christensen è una cometa periodica appartenente alla famiglia delle comete gioviane. La cometa è stata scoperta il 17 gennaio 2007 , la sua riscoperta il 17 novembre 2020 ha permesso di numerarla . Unica particolarità di questa cometa è di avere una piccola MOID col pianeta Giove: questo fatto comporta la possibilità di passaggi ravvicinati
con questo pianeta che potranno in futuro cambiare, anche notevolmente, l'attuale orbita della cometa.